# Ben Barnes
Benjamin »Ben« Barnes, angleški filmski igralec, * 20. avgust 1981, London, Anglija.
Pojavi se v nadaljevanki Zdravniki in filmih Zvezdni prah, Bigga Than Ben in Zgodbe iz Narnije: Princ Kaspijan.

## Zgodnje življenje
Barnes je bil rojen v Londonu kot sin psihologinje Tricie Barnes in Thomasa Barnesa, profesorja psihologije. Ima mlajšega brata Jacka in oba sta se šolala na Homefield Preparatory School in King's College School, kamor sta hodila tudi igralec Khalid Abdalla in komedijant Tom Basden. Študiral je dramo in angleško literaturo na Kingston University, spcializiral se je za otroško literaturo. Šolanje je končal leta 2004.

## Kariera
Kariero je začel v londonskem gledališču National Theatre.
Igral je v predstavi The History Boys, ko je šel na avdicijo za Kaspijana v filmu Zgodbe iz Narnije: Princ Kaspijan. Vlogo je dobil in tako prekinil pogodbo z National Theatre-om.
Leta 2008 je igral tudi v filmu Easy Virtue ob strani Jessici Biel, Colinu Firthu in Kristin Scott Thomas.
Končal je tudi s snemanjem filma Dorian Gray, posnetega po knjigi Oscarja Wilda The Picture of Dorian Gray.

## Filmografija
| Leto | Film                                         | Vloga             | Opombe          |
| ---- | -------------------------------------------- | ----------------- | --------------- |
| 2006 | Doctors                                      | Craig Unwin       | TV serija       |
| 2006 | Split Decision                               | Chris Wilbur      | TV serija       |
| 2007 | Stardust                                     | Mladi Dunstan     |                 |
| 2008 | Bigga Than Ben                               | Cobakka           |                 |
| 2008 | Zgodbe iz Narnije: Princ Kaspijan            | Princ Kaspijan    |                 |
| 2008 | Easy Virtue                                  | John Whittaker    |                 |
| 2009 | Dorian Gray                                  | Dorian Gray       | Post-produkcija |
| 2010 | Zgodbe iz Narnije: Potovanje potepuške zarje | Kralj Kaspijan    | Pre-produkcija  |
| 2011 | Killing Bono                                 | Neil McCormick    |                 |
| 2012 | The Wedding                                  | Alejandro Griffin | Post-produkcija |
| 2012 | The Words                                    |                   | Post-produkcija |
| 2012 | Overdrive                                    |                   | v delu          |